# 刘锷
刘锷（？—），男，中华人民共和国政治人物，曾任中华人民共和国交通部副部长，中央纪委驻交通部纪检组组长。